# Макарий Калязинский
Макарий Калязинский (в миру Матвей Васильевич Кожин; 1402 года (?) — 17 марта 1483) — святой Русской церкви, почитаемый в лике преподобных, основатель Троицкого Калязинского мужского монастыря. Память совершается 17 (30) марта и 26 мая  (8 июня) (обретение мощей), а также в составе Собора Тверских святых на первое воскресенье после дня Петра и Павла — 29 июня (12 июля).

## Жизнеописание

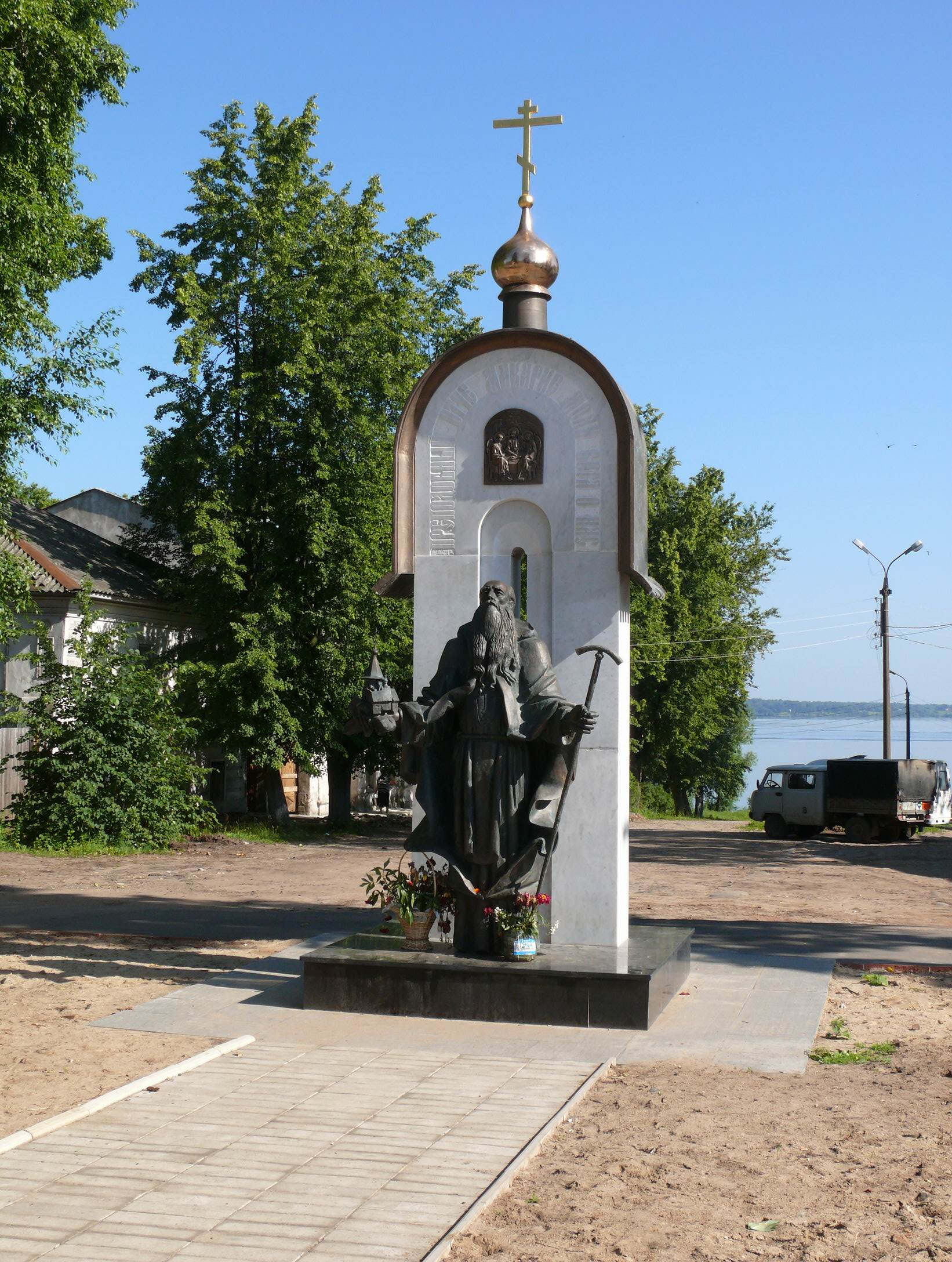
Памятник Макарию Калязинскому

Старший брат епископа Тверского — Геннадия, дядя преподобного Паисия Угличского.
Родился в селе Кожино (ныне — Кашинский район, Тверская область) в семье бояр Кожиных — Василия и Ирины. В 18 лет женился на Елене Яхонтовой, через три года после смерти супруги ушёл в Клобуковский монастырь города Кашина, где был пострижен с именем Макарий. Через несколько лет Макарий покинул монастырь и ушёл жить в пустынное место в 18 верстах от Кашина, где поставил себе келью посреди дремучего леса. Вскоре к нему присоединились семь старцев из Клобуковского монастыря. Вскоре на месте их общежития образовался Троицкий монастырь, который прославился ещё при жизни преподобного.
Скончался Макарий 17 марта 1483 года. Погребён в построенной им деревянной церкви. 26 мая 1521 года при ремонтных работах в храме был обнаружен гроб с телом Макария, в котором, по преданию, находились нетленные мощи святого. В 1547 году на церковном соборе был прославлен в лице святых. В 1700 году для мощей была изготовлена серебряная рака, в 1930-е годы, после закрытия монастыря, мощи Макария были перевезены в Тверь и впоследствии переданы в Троицкий собор.
Митрополит Виктор торжественно перенёс мощи преподобного Макария из Твери в Калязин, где они были положены в Вознесенский храм.
В 2008 году в Калязине был установлен и освящён бронзовый памятник Макарию Калязинскому, ставший достопримечательностью города. Автор памятника — народный художник России Евгений Андреевич Антонов.